# Fellering
Fellering település Franciaországban, Haut-Rhin megyében. Lakosainak száma 1585 fő (2022. január 1.). Fellering Kruth, Oderen, Urbès, Husseren-Wesserling, Ranspach, Ventron, Lautenbachzell, Linthal és Bussang községekkel határos.

## Népesség
A település népességének változása:
| Lakosok száma | 1682 | 1636 | 1653 | 1606 | 1604 | 1601 | 1599 | 1589 | 1585 |
|               | 2013 | 2015 | 2016 | 2017 | 2018 | 2019 | 2020 | 2021 | 2022 |